# 과이카이푸로시

과이카이푸로 시의 위치

과이카이푸로시(스페인어: Guaicaipuro)는 베네수엘라 미란다 주의 지방 자치체로 행정 중심지는 미란다 주의 주도인 로스테케스이며 면적은 661km2, 인구는 280,687명(2007년 기준)이다.
이름의 유래는 베네수엘라의 원주민 중 하나인 카라카스 족의 추장인 카시쿠 과이카이푸로에서 비롯되었다.